# Campionato mondiale di motocross 1999
Il campionato mondiale di motocross del 1999, fu la quarantatreesima edizione, si è disputato su 16 prove dal 14 marzo al 12 settembre 1999.
Al termine della stagione l'italiano Andrea Bartolini si è aggiudicato il titolo per la classe 500cc, il francese Frédéric Bolley si è aggiudicato la 250cc e l'altro italiano Alessio Chiodi ha conquistato la classe 125cc.

## 500 cc

### Calendario
| Prova | Data        | Gran Premio                       | Località             | Vincitore gara 1  | Vincitore gara 2 | Vincitore GP     |
| ----- | ----------- | --------------------------------- | -------------------- | ----------------- | ---------------- | ---------------- |
| 1     | 11 aprile   | Gran Premio di Francia            | Castelnau-de-Lévis   | Alessandro Puzar  | Yves Demaria     | Yves Demaria     |
| 2     | 18 aprile   | Gran Premio di Spagna             | Osuna                | Trampas Parker    | Joël Smets       | Joël Smets       |
| 3     | 2 maggio    | Gran Premio d'Austria             | Schwanenstadt        | Andrea Bartolini  | Shayne King      | Andrea Bartolini |
| 4     | 16 maggio   | Gran Premio d'Italia              | Castiglione Del Lago | Peter Johansson   | Andrea Bartolini | Peter Johansson  |
| 5     | 30 maggio   | Gran Premio della Repubblica Ceca | Loket                | Andrea Bartolini  | Yves Demaria     | Andrea Bartolini |
| 6     | 13 giugno   | Gran Premio di Germania           | Teutschenthal        | Peter Johansson   | Joël Smets       | Peter Johansson  |
| 7     | 11 luglio   | Gran Premio di Gran Bretagna      | Hawkstone Park       | Peter Johansson   | Peter Johansson  | Peter Johansson  |
| 8     | 18 luglio   | Gran Premio di Slovacchia         | Lučenec              | Joël Smets        | Yves Demaria     | Joël Smets       |
| 9     | 1º agosto   | Gran Premio del Belgio            | Namur                | Peter Johansson   | Shayne King      | Peter Johansson  |
| 10    | 8 agosto    | Gran Premio del Lussemburgo       | Folkendange          | Andrea Bartolini  | Andrea Bartolini | Andrea Bartolini |
| 11    | 22 agosto   | Gran Premio di Svezia             | Uddevalla            | Joël Smets        | Andrea Bartolini | Joël Smets       |
| 12    | 29 agosto   | Gran Premio di Finlandia          | Kouvola              | Miska Aaltonen    | Andrea Bartolini | Andrea Bartolini |
| 13    | 5 settembre | Gran Premio dei Paesi Bassi       | Lierop               | Willie Van Wessel | Joël Smets       | Joël Smets       |

### Classifica finale piloti
| Pos. | Pilota                | Moto      | Punti |
| ---- | --------------------- | --------- | ----- |
| 1    | Andrea Bartolini      | Yamaha    | 367   |
| 2    | Peter Johansson       | KTM       | 294   |
| 3    | Joël Smets            | Husaberg  | 276   |
| 4    | Yves Demaria          | Husqvarna | 219   |
| 5    | Shayne King           | KTM       | 209   |
| 6    | Miska Aaltonen        | Yamaha    | 204   |
| 7    | Francisco Garcia Vico | Yamaha    | 183   |
| 8    | Alessandro Puzar      | Yamaha    | 173   |
| 9    | Willie Van Wessel     | Husqvarna | 157   |
| 10   | Christian Burnham     | Honda     | 131   |

## 250 cc

### Calendario
| Prova | Data         | Gran Premio                   | Località             | Vincitore gara 1 | Vincitore gara 2 | Vincitore GP     |
| ----- | ------------ | ----------------------------- | -------------------- | ---------------- | ---------------- | ---------------- |
| 1     | 21 marzo     | Gran Premio di Spagna         | Talavera de la Reina | Frédéric Bolley  | Frédéric Bolley  | Frédéric Bolley  |
| 2     | 28 marzo     | Gran Premio di Grecia         | Megalopoli           | Pit Beirer       | David Vuillemin  | David Vuillemin  |
| 3     | 11 aprile    | Gran Premio dei Paesi Bassi   | Valkenswaard         | Pit Beirer       | Marnicq Bervoets | Marnicq Bervoets |
| 4     | 18 aprile    | Gran Premio di Francia        | Ernée                | Mickaël Maschio  | Marnicq Bervoets | Marnicq Bervoets |
| 5     | 2 maggio     | Gran Premio del Venezuela     | Maracay              | Pit Beirer       | Frédéric Bolley  | Frédéric Bolley  |
| 6     | 16 maggio    | Gran Premio del Brasile       | Belo Horizonte       | Marnicq Bervoets | Marnicq Bervoets | Marnicq Bervoets |
| 7     | 30 maggio    | Gran Premio di Gran Bretagna  | Foxhill              | Remy Van Rees    | David Vuillemin  | Remy Van Rees    |
| 8     | 13 giugno    | Gran Premio d'Italia          | Maggiora             | Pit Beirer       | David Vuillemin  | Pit Beirer       |
| 9     | 20 giugno    | Gran Premio di Francia        | Saint-Jean-d'Angély  | David Vuillemin  | Pit Beirer       | David Vuillemin  |
| 10    | 27 giugno    | Gran Premio del Belgio        | Kester               | Frédéric Bolley  | Frédéric Bolley  | Frédéric Bolley  |
| 11    | 11 luglio    | Gran Premio di Cechia         | Jinín                | David Vuillemin  | Frédéric Bolley  | Frédéric Bolley  |
| 12    | 1º agosto    | Gran Premio di Polonia        | Gdynia               | Pit Beirer       | Frédéric Bolley  | Pit Beirer       |
| 13    | 8 agosto     | Gran Premio del Lussemburgo   | Folkendange          | David Vuillemin  | Pit Beirer       | Frédéric Bolley  |
| 14    | 22 agosto    | Gran Premio del Belgio        | Nismes               | Frédéric Bolley  | Frédéric Bolley  | Frédéric Bolley  |
| 15    | 29 agosto    | Gran Premio di Germania       | Gaildorf             | Frédéric Bolley  | Stefan Everts    | Stefan Everts    |
| 16    | 12 settembre | Gran Premio degli Stati Uniti | Budds Creek          | Stefan Everts    | Kevin Windham    | Kevin Windham    |

### Classifica finale piloti
| Pos. | Pilota               | Moto     | Punti |
| ---- | -------------------- | -------- | ----- |
| 1    | Frédéric Bolley      | Honda    | 442   |
| 2    | Pit Beirer           | Kawasaki | 424   |
| 3    | David Vuillemin      | Yamaha   | 379   |
| 4    | Ryan Hugues          | Honda    | 375   |
| 5    | Marnicq Bervoets     | Kawasaki | 278   |
| 6    | Mickaël Maschio      | Yamaha   | 265   |
| 7    | Joshua Coppins       | Suzuki   | 257   |
| 8    | Leon Giesbers        | Suzuki   | 188   |
| 9    | Remy Van Rees        | Kawasaki | 164   |
| 10   | Alessandro Belometti | Yamaha   | 124   |

## 125 cc

### Calendario
| Prova | Data      | Gran Premio                  | Località          | Vincitore gara 1 | Vincitore gara 2 | Vincitore GP     |
| ----- | --------- | ---------------------------- | ----------------- | ---------------- | ---------------- | ---------------- |
| 1     | 14 marzo  | Gran Premio di Francia       | Verneuil-sur-Avre | Alessio Chiodi   | Alessio Chiodi   | Alessio Chiodi   |
| 2     | 28 marzo  | Gran Premio d'Italia         | Cingoli           | Claudio Federici | Alessio Chiodi   | Alessio Chiodi   |
| 3     | 11 aprile | Gran Premio del Brasile      | Indaiatuba        | Claudio Federici | Alessio Chiodi   | Alessio Chiodi   |
| 4     | 2 maggio  | Gran Premio di Spagna        | Bellpuig          | Alessio Chiodi   | Alessio Chiodi   | Alessio Chiodi   |
| 5     | 16 maggio | Gran Premio dei Paesi Bassi  | Mill              | Steve Ramon      | Mike Brown       | Alessio Chiodi   |
| 6     | 30 maggio | Gran Premio di Gran Bretagna | Foxhill           | Claudio Federici | Claudio Federici | Claudio Federici |
| 7     | 13 giugno | Gran Premio del Portogallo   | Águeda            | Alessio Chiodi   | Alessio Chiodi   | Alessio Chiodi   |
| 8     | 11 luglio | Gran Premio di d'Austria     | Launsdorf         | Alessio Chiodi   | Claudio Federici | Alessio Chiodi   |
| 9     | 18 luglio | Gran Premio di Slovenia      | Orehova Vas       | Claudio Federici | Claudio Federici | Claudio Federici |
| 10    | 8 agosto  | Gran Premio di Svizzera      | Roggenburg        | Alessio Chiodi   | Claudio Federici | Alessio Chiodi   |
| 11    | 22 agosto | Gran Premio di Germania      | Bielstein         | Grant Langston   | Grant Langston   | Grant Langston   |
| 12    | 29 luglio | Gran Premio di Croazia       | Mladina           | Claudio Federici | Claudio Federici | Claudio Federici |

### Classifica finale piloti
| Pos. | Pilota            | Moto      | Punti |
| ---- | ----------------- | --------- | ----- |
| 1    | Alessio Chiodi    | Husqvarna | 401   |
| 2    | Claudio Federici  | Yamaha    | 383   |
| 3    | Mike Brown        | Honda     | 264   |
| 4    | Thomas Traversini | Husqvarna | 208   |
| 5    | James Dobb        | Suzuki    | 196   |
| 6    | Steve Ramon       | Kawasaki  | 176   |
| 7    | Patrick Caps      | Honda     | 166   |
| 8    | Jeff Dement       | Yamaha    | 156   |
| 9    | Luigi Seguy       | Honda     | 116   |
| 10   | Grant Langston    | KTM       | 113   |